# Сенли
Сенли́ (фр. Singly) — коммуна во Франции, находится в регионе Шампань — Арденны. Департамент — Арденны. Входит в состав кантона Омон. Округ коммуны — Шарлевиль-Мезьер.
Код INSEE коммуны — 08422.
Коммуна расположена приблизительно в 195 км к северо-востоку от Парижа, в 80 км севернее Шалон-ан-Шампани, в 15 км к югу от Шарлевиль-Мезьера.

## Население
Население коммуны на 2008 год составляло 124 человека.
| 1962 | 1968 | 1975 | 1982 | 1990 | 1999 | 2008 |
| ---- | ---- | ---- | ---- | ---- | ---- | ---- |
| 121  | 123  | 113  | 136  | 154  | 138  | 124  |

## Экономика
В 2007 году среди 80 человек в трудоспособном возрасте (15—64 лет) 57 были экономически активными, 23 — неактивными (показатель активности — 71,3 %, в 1999 году было 70,9 %). Из 57 активных работали 53 человека (27 мужчин и 26 женщин), безработными были 4 женщины. Среди 23 неактивных 6 человек были учениками или студентами, 13 — пенсионерами, 4 были неактивными по другим причинам.

## Фотогалерея

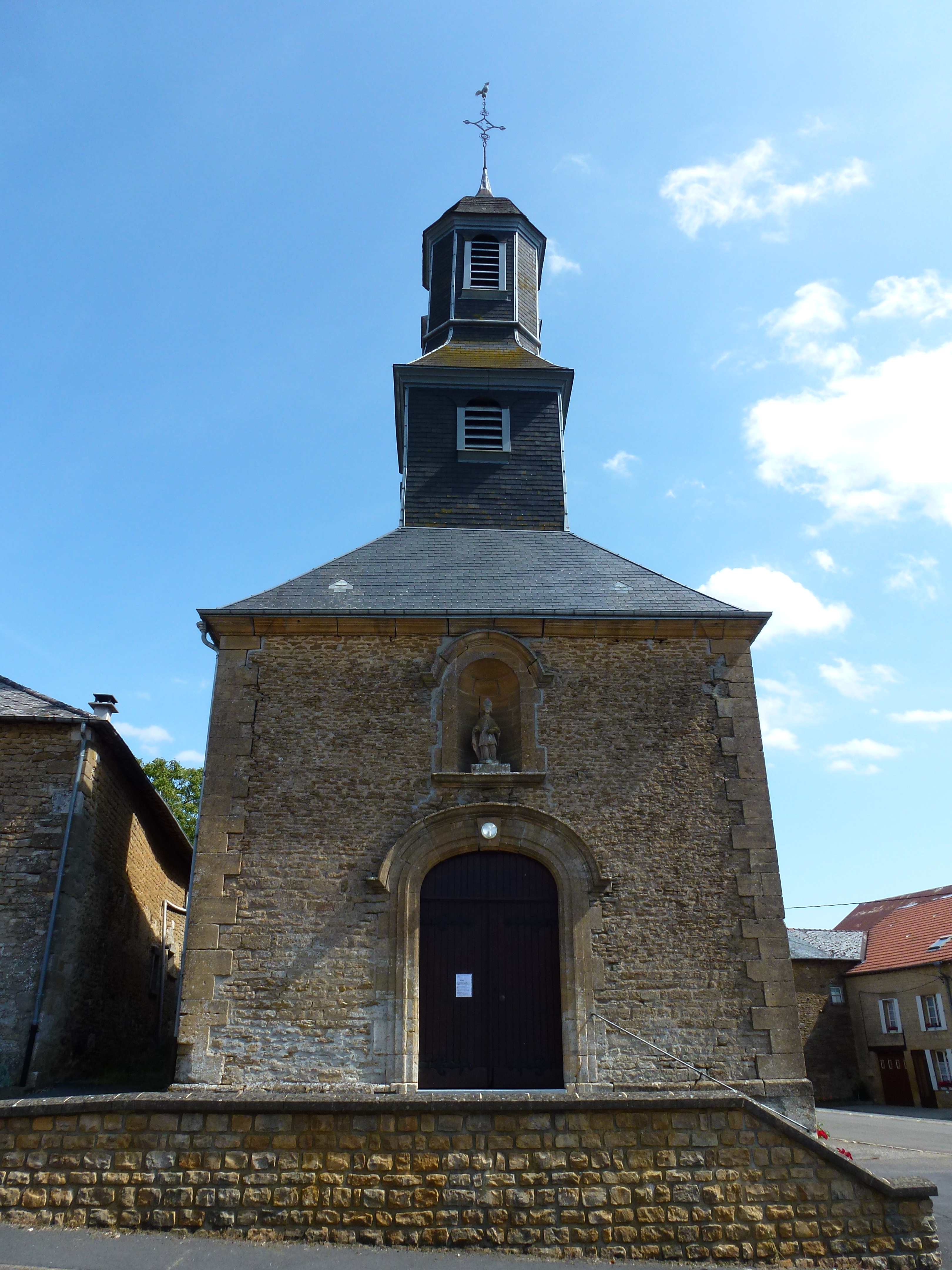
Церковь
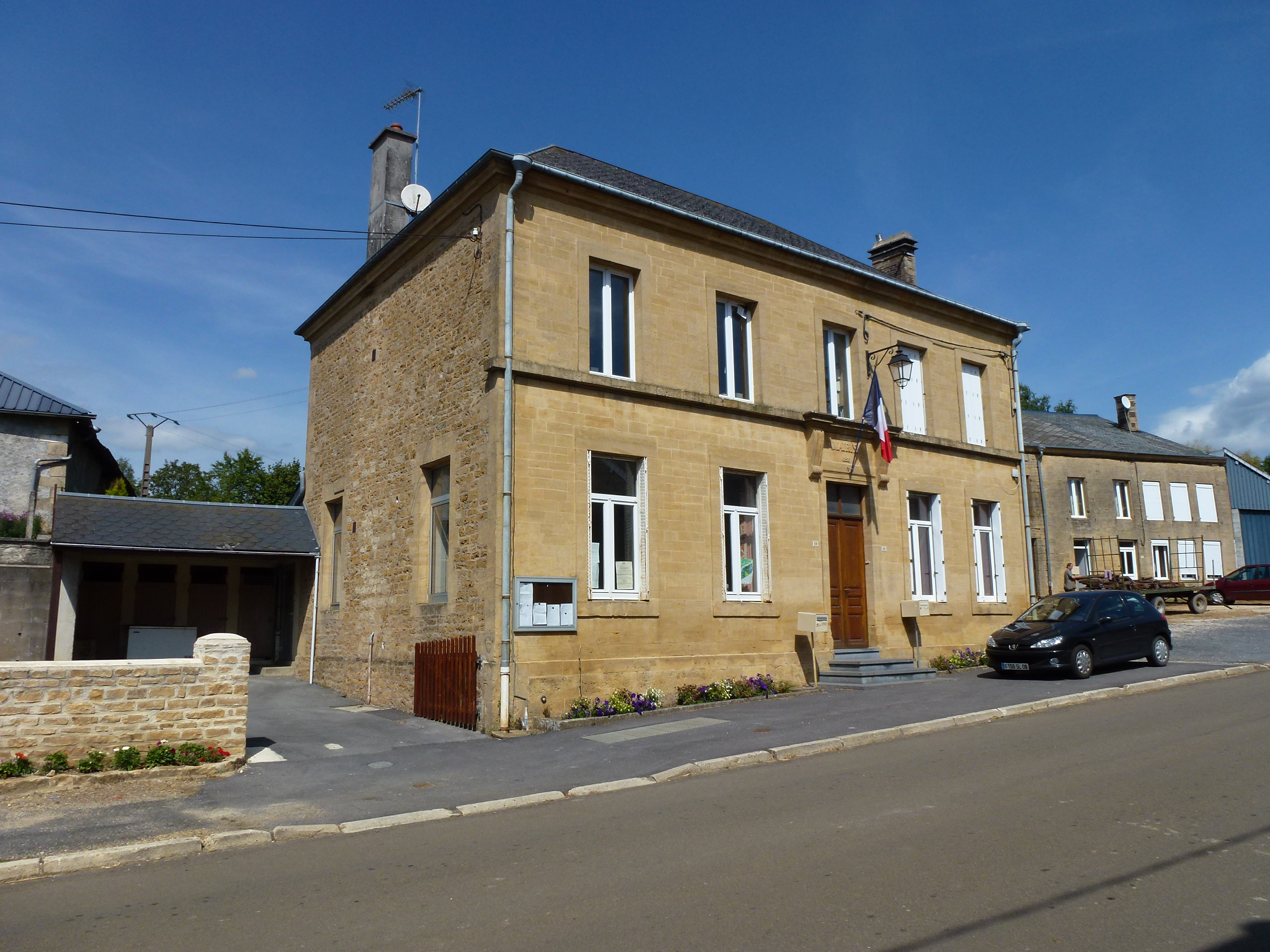
Мэрия
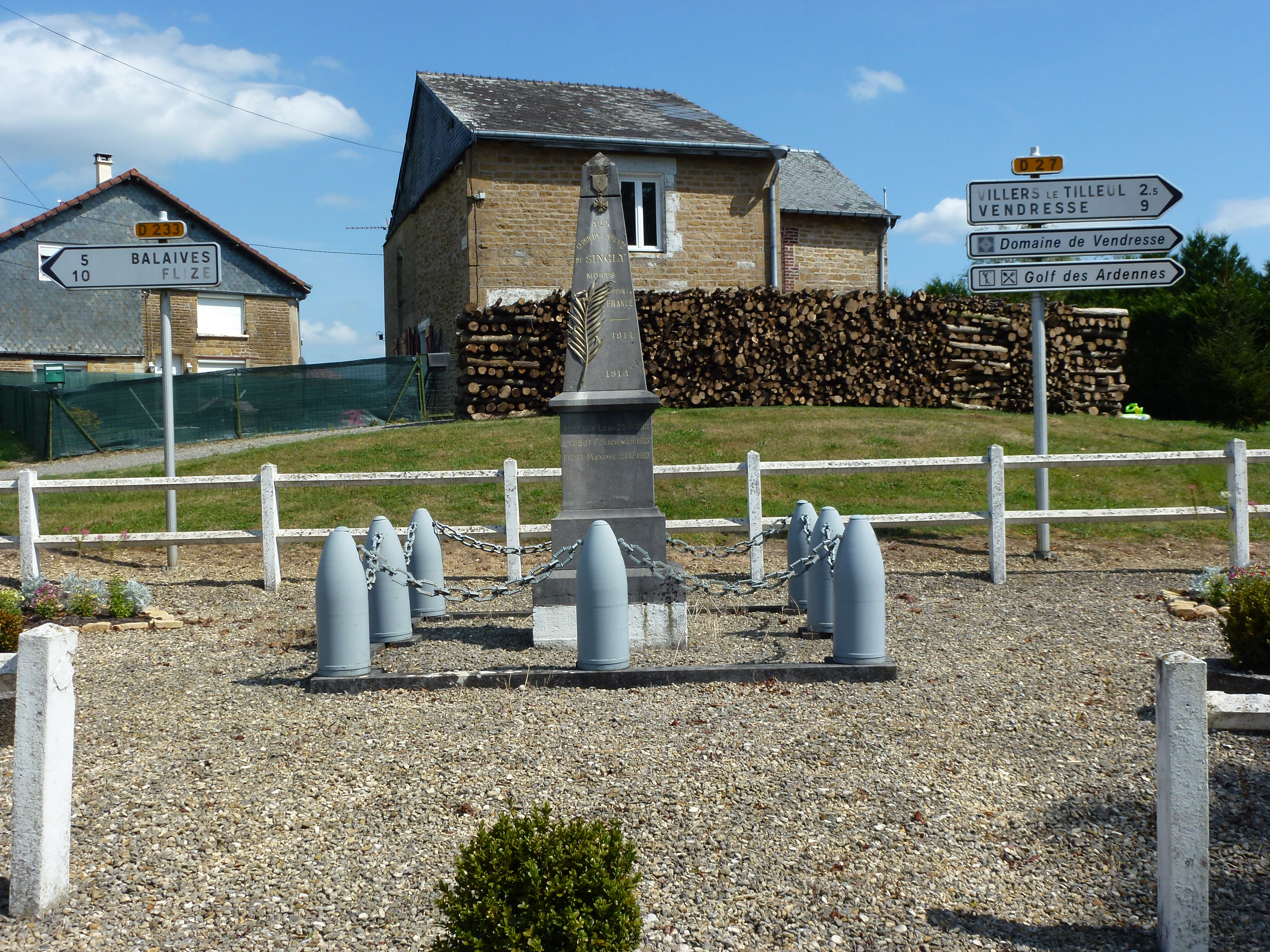
Памятник погибшим в Первой мировой войне
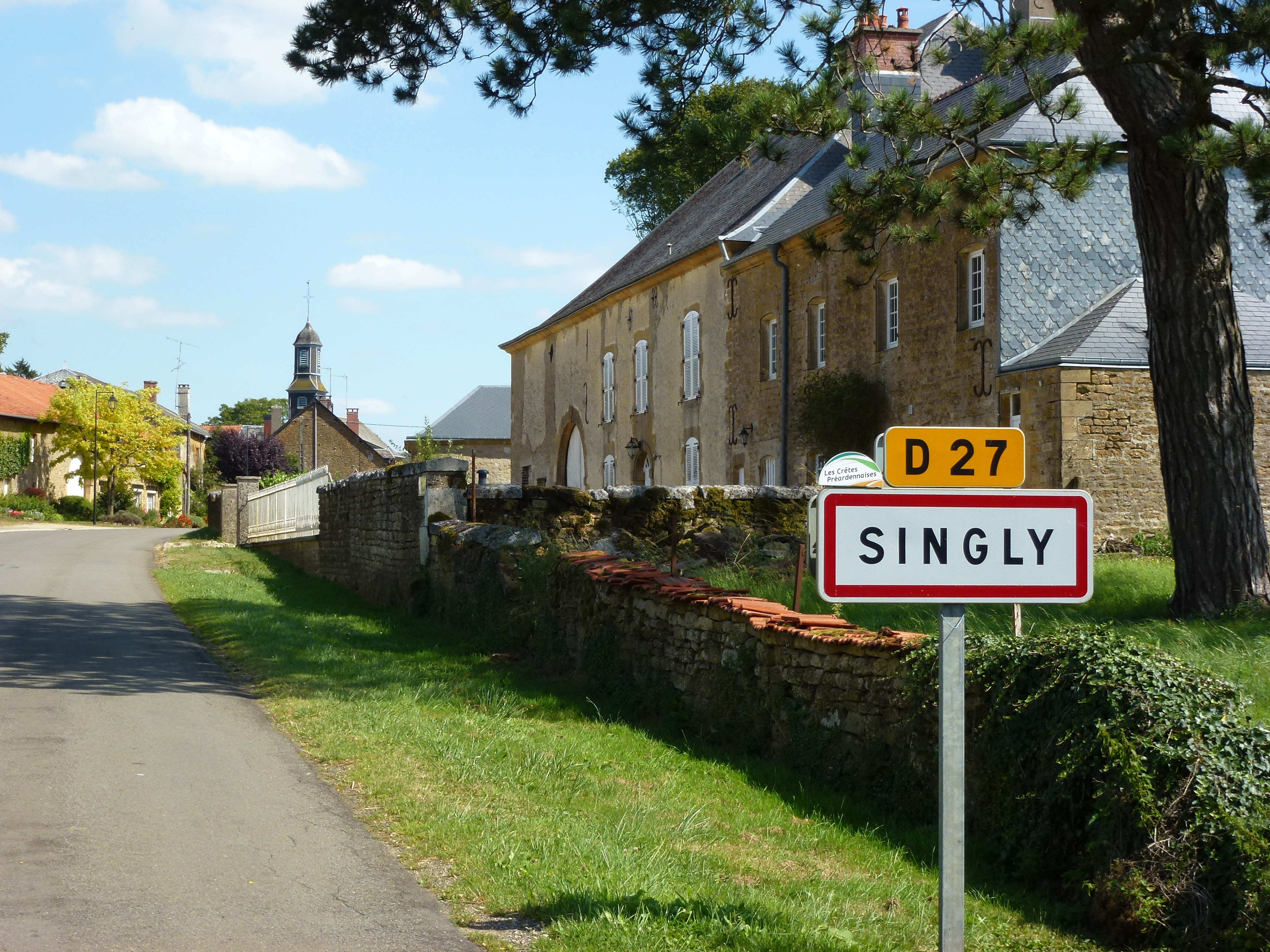
Въезд в Сенли